# Socialisme à visage humain

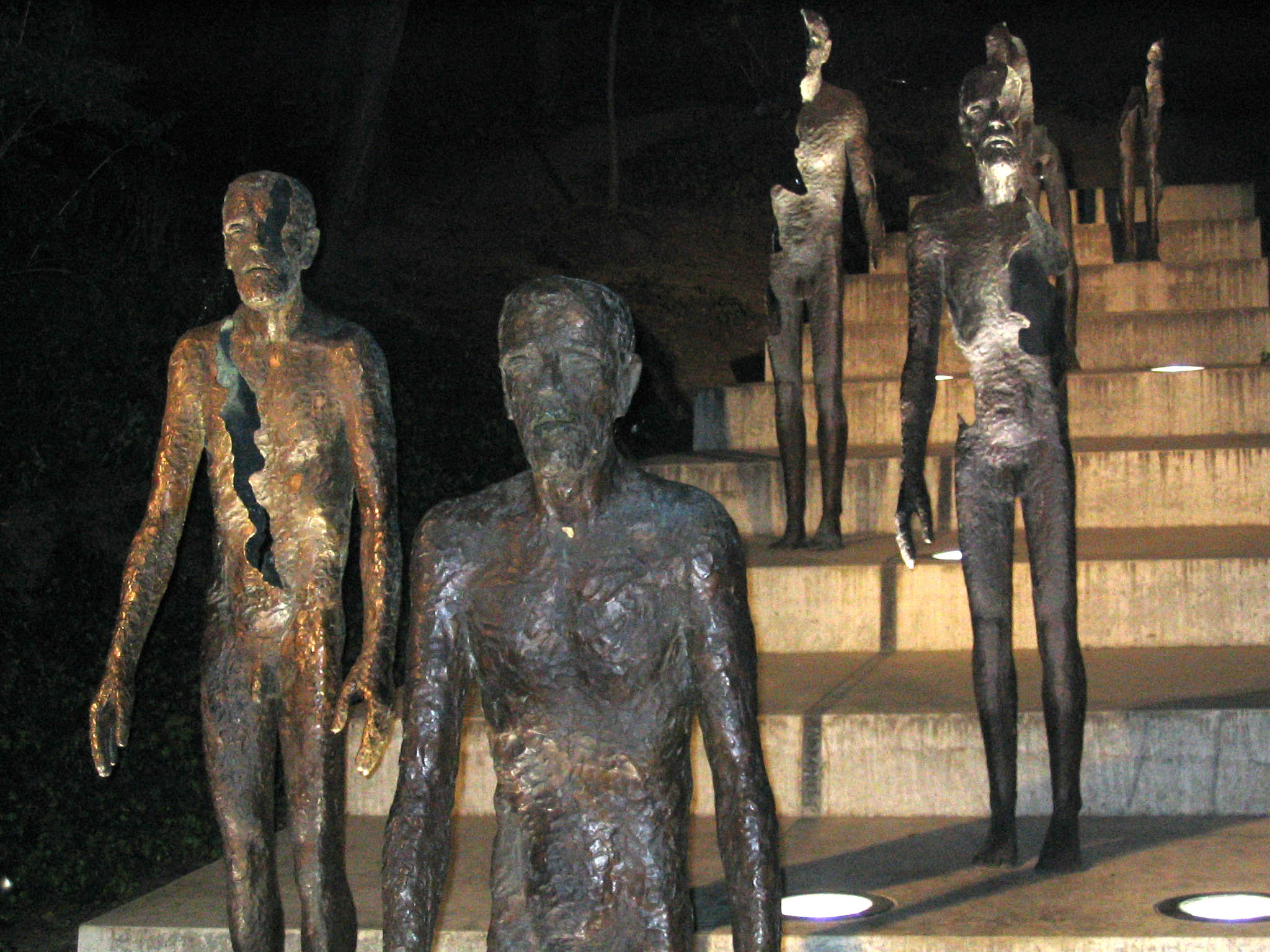
Mémorial des victimes du communisme, rue Újezd, Malá Strana, Prague.

Le socialisme à visage humain (en tchèque : socialismus s lidskou tváří ; en slovaque : socializmus s ľudskou tvárou) est le programme annoncé par Alexander Dubček quand il devient premier secrétaire du Parti communiste tchécoslovaque en janvier 1968. Les évènements qui découlent de l'application de ce programme en République socialiste tchécoslovaque sont connus sous le nom de Printemps de Prague. Il prit fin lors de l'invasion de la Tchécoslovaquie par les troupes du pacte de Varsovie, qui fut suivie de la « normalisation » politique, sociale et économique du pays.

## Antécédents et équivalents
Le socialisme à visage humain du « Printemps de Prague » n'est pas la seule tentative de réforme économique et démocratique du socialisme réel : dès les années 1920 en URSS, la « nouvelle politique économique » de Vladimir Ilitch Lénine aurait pu déboucher sur de telles réformes, de même que la déstalinisation dans les années 1950, la « nouvelle voie » d'Imre Nagy en Hongrie ou encore les réformes préconisées par l'économiste soviétique Evseï Liberman et qui furent partiellement introduites à la fin des années 1960 dans la Roumanie de Ceausescu : à chaque fois, la « ligne dure » des apparatchiks craignant de perdre leurs pouvoirs, et plus largement de la nomenklatura craignant de perdre ses avantages, l'a emporté contre les « réformistes » et a fait échouer les innovations qui auraient pu mener le communisme réel à la réussite et l'installer durablement comme régime économique et politique. Certaines idées du socialisme à visage humain proviennent aussi de l'austromarxisme. Il a eu des équivalents en Italie (« eurocommunisme » du PCI) et au Japon (« communisme souriant » de Kenji Miyamoto).

## Contexte et élaboration
En juin 1967, le Congrès de l'Union des écrivains tchécoslovaques (cs) avait déjà dénoncé, à mots couverts bien sûr, la bureaucratisation, l'étouffement de la créativité, le « manque de confiance des autorités dans le peuple » (critique très grave pour un régime qui prétendait être une « démocratie populaire ») et l'« atmosphère kafkaienne » qui en découlait. Des copies des interventions circulaient en samizdat, ainsi que les versions intégrales d'œuvres introuvables, comme celles de Kafka (interdit dans son pays car jugé « pessimiste et décadent »), ou bien la pièce de théâtre La Fête en plein air (Zahradní slavnost) du jeune auteur Václav Havel. Le parti unique communiste lui-même était en partie gagné par ce vent de contestation de l'ordre établi.
La désignation, controversée, d'Alexander Dubček à la tête du Parti découle du désir d'une majorité des hiérarques de la « nomenklatura » de donner des gages à la contestation pour éviter qu'elle n'enfle, tout en la contrôlant. Mais Dubček est sincèrement convaincu de la nécessité des réformes et va aller plus loin que prévu. Un « compte rendu détaillé des débats du présidium du CC » commence à circuler officieusement à partir de mars 1968. Une phrase attire l'attention des lecteurs : « Au cours de la discussion, la réflexion sur la mise en œuvre de la politique du Parti a vu s’affronter le nouveau et l’ancien. Une première tendance s’est exprimée qui [...] ne tient pas compte du stade déjà atteint dans le développement socialiste de notre société et qui s’évertue à défendre des formes périmées de travail du Parti ; à ses yeux, les causes de nos défaillances sont avant tout des difficultés rencontrées dans la marche de l’économie, les insuffisances du travail idéologique, le manque de rigueur et les attitudes „libérales” sur le front idéologique, les effets de „manœuvres de diversion idéologique de l’Occident”. Pour cette tendance, il y a assez de démocratie comme ça à l’intérieur du Parti et dans le pays. Il se trouva même une voix » [celle d'Antonín Novotný, 1904-1975, premier secrétaire du PCT depuis quinze ans] « pour dire qu’il y aurait chez nous “un excès de démocratie” ». Cette phrase faisait allusion à la ligne politique devenue majoritaire dans le présidium, qui prônait « ...un changement inéluctable des méthodes de direction du parti, afin de ménager un champ suffisamment large pour l’initiative et l’activité publique des groupes sociaux en tant que tels ». Alexandre Dubček était le chef de file de cette nouvelle position, qui, malgré des divergences de vue entre ses membres, adopte un programme commun en avril 1968. Ces textes suscitent un immense espoir, car le Parti unique y admet officiellement des « insuffisances, défaillances et difficultés » (brèche énorme dans la propagande officielle, suffisante pour ébranler la légitimité de la dictature et le contrôle totalitaire du régime sur la société). Mais déjà ils suscitent aussi des craintes, car la position de Novotný peut présager un « retour de bâton » répressif.

## Principes
Au terme de ces débats internes, le Programme d’action proposé par Alexandre Dubček est adopté. Il comporte un ensemble de mesures inspirées entre autres par l’économiste Ota Šik (qui enseignera plus tard à l’Université de Saint-Gall, en Suisse) ou par le journaliste Petr Uhl (qui deviendra après 1989 le chef de l’agence de presse tchécoslovaque), tous deux marxistes mais opposés au totalitarisme centralisateur :
- sur le plan politique, des réformes structurelles du Parti communiste qui, tout en gardant de jure sa position de parti unique, démocratisent son fonctionnement, permettent de facto la constitution et l’expression de « courants », et tendent à « inverser le courant de l’autorité et de légitimité » (la souveraineté), qui devait désormais « s’écouler de la base vers le sommet »… ;
- sur le plan économique, la diminution de la planification d’État, désormais réservée aux orientations macro-économiques et au commerce international, et une grande augmentation de l’autogestion avec utilisation sur le marché intérieur des mécanismes d’offre et de demande, afin d’ajuster la production aux besoins de la population… ;
- sur le plan logistique, la fin de la censure, de l’écoute aléatoire et sans aucun contrôle juridique des conversations téléphoniques, de l’ouverture du courrier, du quadrillage territorial, institutionnel et professionnel systématique par la police politique « StB » ;
- sur le plan social, une libéralisation des activités culturelles, des médias et surtout du droit des citoyens tchécoslovaques au déplacement sans autorisations et visas préalables (soit pour changer librement d’emploi, de domicile, de résidence à l'intérieur du pays, soit pour voyager dans et hors du pays, y compris dans les pays non-communistes).

C’était, en pratique, la fin non seulement du totalitarisme (tel que défini par Hannah Arendt) mais même de la dictature du Présidium sur le Parti, et du Parti sur la société ; le résultat fut d’une part un soutien massif de la population à la direction Dubček (qui manquera, vingt ans plus tard, à Mikhail Gorbatchev), mais d’autre part, sur le plan géopolitique (dont Dubček avait sous-estimé l’importance), une inquiétude croissante des gouvernements des deux « blocs » antagonistes de l’« Est » et de l’« Ouest » qui justifiaient l’un par l’autre leurs politiques militaro-industrielles, le second étant lui aussi confronté à des mouvements de contestation des guerres en cours ou de l’ordre établi.
Les principes de ce socialisme à visage humain furent publiés dans la presse tchécoslovaque de l’époque (comme Literarni Noviny ou Literarni Listy, revues de l’Union des écrivains, ou le journal économique Hospodarské Noviny) et parfois traduits à l’étranger (par exemple dans la revue française Les Temps modernes). Il faut noter qu’à la même époque, en URSS, Evseï Liberman et Vadim Trapeznikov proposaient les mêmes recettes, mais le fait que ces réformes purement techniques ne pouvaient s’accomplir sans renoncer au pouvoir totalitaire, inquiétait la « nomenklatura » (ou « bureaucratie » pour les marxistes, tant civile que militaire) autant qu’il donnait des espoirs aux populations et aux intellectuels qui, encouragés par la « déstalinisation », mettaient en cause le bilan du régime depuis plusieurs années déjà : au comité central tchécoslovaque d’avril 1963, Antonín Novotný avait été contraint de présenter un rapport sur les « violations des principes du parti et de la légalité socialiste à l’ère du culte de la personnalité ».

## Suites
Jusqu'en avril 1968, le socialisme à visage humain n’était qu’une « révolution de palais » de plus, au sein d’un régime qui ne remettait en question ni le principe du parti unique, ni son appartenance au bloc de l'Est (pacte de Varsovie et Comecon). D’ailleurs Léonid Brejnev lui-même ne s’inquiétait pas outre-mesure : invité par Novotný à Prague en décembre 1967, il s’en était tenu à la position : « ce sont vos affaires intérieures », mais s’était tout de même rendu à Bratislava pour rencontrer Dubček et se faire une opinion. En mai, c’est l’intrusion inattendue de la population tchécoslovaque elle-même dans le jeu politique, qui déborda au-delà du programme du Socialisme à visage humain, inaugurant le « Printemps de Prague », étouffé le 21 août 1968, lorsque 400 000 hommes de troupe et 5 000 chars du pacte de Varsovie envahirent la Tchécoslovaquie.
Entre la politique d’Imre Nagy en Hongrie en 1956, et celle de Mikhaïl Gorbatchev en URSS entre 1986 et 1991, le socialisme à visage humain fut la deuxième des trois tentatives historiques de démocratiser le « communisme réel ». La faiblesse de la mobilisation internationale pour soutenir la lutte de la population tchécoslovaque face à la répression, cyniquement nommée « normalisation », compromit l’avenir du Printemps de Prague, au grand soulagement des autres dirigeants du Bloc de l'Est, aux yeux desquels le succès d’une pareille formule aurait représenté un sérieux danger pour leurs pouvoirs et privilèges. Ainsi le « Printemps de Prague » fut qualifié, par les pouvoirs de l’Est et les partis communistes de l’Ouest, d’« offensive menée par les réactions avec l’appui de l’impérialisme contre le parti et les bases du régime socialiste », et par les pouvoirs de l’Ouest de « démonstration éclatante de l’impossibilité de démocratiser le communisme ».
Selon des analystes comme Andreï Amalrik ou Hélène Carrère d'Encausse, en refusant d’adopter le socialisme à visage humain et en choisissant de l’étouffer, les dirigeants du pacte de Varsovie ont voué à l’échec toute future tentative de réforme du « communisme réel », de sorte que celles de Mikhaïl Gorbatchev n’ont pu déboucher que sur la chute des régimes communistes en Europe.

## Sources
- Karel Bartošek, Les Aveux des archives, Prague-Paris-Prague, 1948-1968, Seuil, Paris, 1996
- Jiří Hájek, Dix ans après, Seuil 1978,
- Ludvík Vaculík, Les deux mille mots, déclaration de principes du socialisme à visage humain.